# Jiří Bezděkovský
Jiří Bezděkovský (3. února 1920 Praha – 31. října 2014) byl český houslista, pedagog a dlouholetý koncertní mistr Symfonického orchestru Československého rozhlasu.

## Biografie
Jiří Bezděkovský se narodil v Praze, kde též vystudoval hudební konzervatoř, a to ve třídě Jindřicha Felda a Stanislava Nováka. V roce 1942 se stal členem orchestru Českého rozhlasu, a to poté, co získal se Sukovou Fantazií pro housle a orchestr první místo v Ševčíkově soutěži. V porotě tehdy zasedl i dirigent Václav Talich, se kterým Jiří Bezděkovský v dalších letech opakovaně spolupracoval.
V roli koncertního mistra, v níž působil téměř čtyřicet let, natočil do fonotéky Československého rozhlasu nezměrné množství sólových houslových partů. Příkladem může být Alžbětinská serenáda od Ronalda Bringeho, Meditace z opery Thaïs Julesa Masseneta nebo některé Romance a Koncertní polonézy Zdeňka Fibicha. Poslední nahrávku se Smyčcovým orchestrem Českého rozhlasu vytvořil v neuvěřitelných 87 letech. Vedle toho byl členem Heřmanova tria, Vycpálkově duu, Smyčcovém orchestru Dalibora Brázdy či Berounském komorním orchestru, koncertoval se souborem Musici de Praga, hrával s Českým komorním orchestrem a v roce 1951 stál u zrodu Pražského komorního orchestru.
Po celou uměleckou kariéru pečoval Jiří Bezděkovský o odkaz českého houslisty a hudebního skladatele Františka Drdly. Natočil řadu jeho slavných hudebních přídavků, inicioval celovečerní rozhlasový pořad Akademie na téma František Drdla, v němž i sám účinkoval a po dohodě s dědici převzal jméno tohoto houslového virtuosa do názvu smyčcového kvarteta, které v pozdním věku založil. Drdlovo smyčcové kvarteto Aquarius představovalo ve své době nejstarší účinkující kvarteto na světě. Do vysokého věku vystupoval Jiří Bezděkovský i sólově. Mezi jeho patrně poslední vystoupení patří to s Berounským komorním orchestrem na zámku Nižbor v roce 2011.
Jiří Bezděkovský působil též deset let jako profesor na konzervatoři v Praze a několik let vyučoval též na konzervatoři v Teplicích. Již v důchodovém věku učil na Základní umělecké škole V. Talicha v Berouně a od roku 2001 pak na První základní umělecké škole v Kladně. Svou pedagogickou éru zakončil v roce 2011 několikaměsíčním působením na ZUŠ v Hořovicích. Svou výuku vždy stavěl na metodě O. Ševčíka.
Za svou celoživotní uměleckou i pedagogickou práci se stal Jiří Bezděkovský v roce 2000 držitelem ocenění Senior Prix udělované Nadací Život umělce. V roce 2012 obdržel od města Beroun u příležitosti konání 30. ročníku hudebního festivalu Talichův Beroun ocenění „Za celoživotní působení v oblasti hudby“.
U příležitosti 100 let od jeho narození uspořádalo berounské muzeum Českého krasu o Jiřím Bezděkovském výstavu založenou na části jeho pozůstalosti, která je v držení muzea.